# Jicchak Jicchaki (1902)
Jicchak Jicchaki (hebrejsky: יצחק יצחקי, rodným jménem, Jicchok Lišovski, יצחק לישבסקי, žil 11. října 1902 – 21. září 1955) byl sionistický aktivista, izraelský politik a poslanec Knesetu za stranu Mapam.

## Biografie
Narodil se ve městě Rîbniţa v tehdejší Ruské říši (dnes Moldavsko). Sloužil v Rudé armádě. Vystudoval právo na Pařížské univerzitě. V roce 1921 přesídlil do dnešního Izraele. Zde se zapojil do pracovních jednotek Gdud ha-avoda. Pracoval na melioraci krajiny a na výstavbě silnic.

## Politická dráha
Byl aktivní při zakládání sionistického hnutí he-Chaluc v Rusku. Organizoval židovskou emigraci. Byl jedním z vůdců levicového křídla strany Poalej Cijon, za které byl roku 1925 vyslán do Evropy. V roce 1934 spoluzakládal hnutí marxistických kruhů. Byl jedním ze zakladatelů Ligy pro arabsko-židovskou spolupráci. V roce 1946 patřil mezi iniciátory sloučení strany Achdut ha-avoda a levé frakce Poalej Cijon.
V izraelském parlamentu zasedl po volbách v roce 1955, kdy kandidoval za Mapam. Byl členem parlamentního výboru pro ekonomické záležitosti a výboru pro záležitosti vnitra. Zemřel během funkčního období již v září 1955. Jeho poslanecké křeslo pak zaujal Júsuf Chamís.